# Joseph Harris (remero)
Joseph John Harris (Hamilton, 2 de octubre de 1912-Hamilton, 15 de enero de 1974) fue un deportista canadiense que compitió en remo. Participó en dos Juegos Olímpicos de Verano en los años 1932 y 1936, obteniendo una medalla de bronce en Los Ángeles 1932 en la prueba de ocho con timonel.

## Palmarés internacional
| Juegos Olímpicos | Juegos Olímpicos             | Juegos Olímpicos  | Juegos Olímpicos |
| Año              | Lugar                        | Medalla           | Prueba           |
| ---------------- | ---------------------------- | ----------------- | ---------------- |
| 1932             | Los Ángeles (Estados Unidos) | Medalla de bronce | Ocho con timonel |